# Tommy Booth
Tommy Booth (Middleton, 9 novembre 1949) è un ex calciatore e allenatore di calcio britannico, di ruolo difensore.

## Carriera

### Club
Ha sempre giocato nel campionato inglese, vestendo prima la maglia del Manchester City, con cui vinse una Coppa delle Coppe, un FA Cup e una coppa di Lega inglese. Si trasferì poi al Preston North End, club con il quale concluse la carriera da giocatore nel 1984, per poi esserne allenatore.

### Nazionale
Conta 4 presenze con la Nazionale Under-21 inglese.

## Palmarès

### Giocatore

#### Competizioni nazionali
- Coppa d'Inghilterra: 1

Manchester City: 1968-1969
- Coppa di Lega inglese: 2

Manchester City: 1969-1970, 1975-1976

#### Competizioni internazionali
- Coppa delle Coppe: 1

Manchester City: 1969-1970